# Foreningen Af Små Teatre i Danmark
Foreningen Af Små Teatre i Danmark (forkortet FAST)  var en interesse- og arbejdsgiverorganisation for de danske teatre, der eksisterede 1975-2011. 
Foreningen blev stiftet i 1975 med det formål at varetage medlemmernes fælles interesser på det faglige, økonomiske og kulturpolitiske område, ved at forhandle overenskomster på de tilsluttede teatres samlede område og være repræsenteret i udvalg og nævn såvel nationalt som internationalt.
Formand for FAST fra 1994 til 2011 var Taastrup Teaters chef Mogens Holm, der gav foreningen en stærk politisk gennemslagskraft.
Foreningen fusionerede med Børneteatersammenslutningen i 2011 og fortsatte under navnet Teatrenes InteresseOrganisation (TIO). TIO fusionerede igen med Danske Teatres Fællesorganisation (DTF) i 2018 til den nye organisation Dansk Teater.